# 湯姆·魯尼
湯姆·魯尼（英語：Tom Rooney；1970年11月21日—）是一位共和黨籍的美国政治家。自2009年開始，他擔任佛羅里達州第十七國會選區的聯邦眾議員。魯尼出生在賓州的費城。